# CD14
El CD14 és una proteïna glicosilfosfatifilinositolada associada a membrana, expressada a la superfície de les cèl·lules, especialment els macròfags.
El CD14 pren el seu nom de l'abreviatura de cluster of differentiation (CD), grup de proteïnes marcadores de superfície.
Actua com a coreceptor (conjuntament amb el receptor de tipus Toll (toll-like receptor) TLR 4 i l'MD-2) per la detecció de lipopolisacàrids bacterians.
El fetge i els monòcits secreten en baixes concentracions una forma soluble del sCD14 per conferir resposta als lipopolisacàrids a cèl·lules que no expressen el CD14.
El CD14 va ser el primer receptor de reconeixement de patrons reconegut.

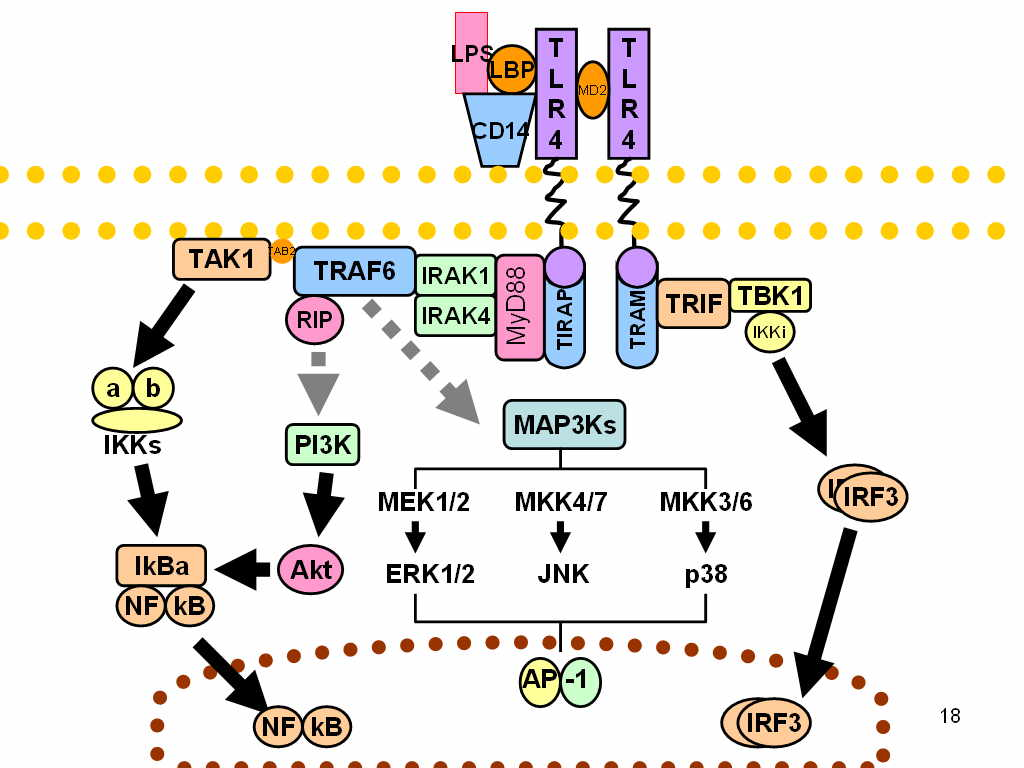
Via dels receptors tipus peatge. Les línies grises puntejades representen associacions no del tot conegudes

1. 1 2 3  GRCh38: Ensembl release 89: ENSG00000170458 - Ensembl, May 2017
2. 1 2 3  GRCm38: Ensembl release 89: ENSMUSG00000051439 – Ensembl, May 2017
3. ↑  «Human PubMed Reference:». National Center for Biotechnology Information, U.S. National Library of Medicine.
4. ↑  «Mouse PubMed Reference:». National Center for Biotechnology Information, U.S. National Library of Medicine.